# Бой Джордж
Boy George (Бой Джордж; уроджений Джордж Алан О'Дауд ,англ George Alan O'Dowd; 14 червня 1961) — британський поп-співак, один із символів британської музичної течії 1980-тих Нова романтика. Лідер гурту Culture Club та учасник гурту Jesus Loves You у минулому. У 2000-их зазнав упливів ґлем-музики, наблизившись до стилю David Bowie та Iggy Pop. Одна з поп-зірок, яка відкрито виказувала свою андрогінність.

## Біографія
Народився 14 червня 1961 року у передмісті Лондона у багатодітній ірландській родині. З дитинства любив виділятись і яскраво одягався. У 15 років залишив школу, а у 17 — пішов з дому. Щоб вижити працював в супермаркеті. У цьому ж віці стався його перший гомосексуальний досвід.
Захопився двома ранніми центрами неоромантизму: клубами Billy's на Дін-стріт, де регулярно проходили тематичні глем-дискотеки та концерти, присвячені творчості Девіда Боуї та Roxy Music, і Blitz Club на Ґрейт Квін Стріт.
Пізніше відкрився Hell: тут виступали Стів Стрейндж (підпрацьовував викидайлом) і Рості Іган (діджей), які незабаром утворили Visage разом з Біллі Каррі і Міджем Юром (членами Ultravox). Завсідником клубу був Бой Джордж (якому Стрейндж заборонив з'являтися в клубі після того, як той був викритий у крадіжці). Незабаром з'явилося чимало подібних клубів, найпомітнішими з яких були Croc's в Ессексі і The Regency в Чедуеел-хіті, де свої перші концерти дали Depeche Mode і Culture Club, який створив Boy George.